# 2016
- Wikisource

| Calendário gregoriano                                                        | 2016 MMXVI                          |
| Ab urbe condita                                                              | 2769                                |
| Calendário arménio                                                           | 1466 – 1467                         |
| Calendário bahá'í                                                            | 172 – 173                           |
| Calendário budista                                                           | 2560                                |
| Calendário chinês                                                            | 4712 – 4713 Início a 8 de fevereiro |
| Calendário copta                                                             | 1732 – 1733                         |
| Calendário etíope                                                            | 2008 – 2009                         |
| Calendários hindus - Vikram Samvat - Calendário nacional indiano - Cáli Iuga | 2071 – 2072 1937 – 1938 5116 – 5117 |
| Calendário Holoceno                                                          | 12016                               |
| Calendário islâmico                                                          | 1438 – 1439                         |
| Calendário judaico                                                           | 5776 – 5777 Início a 3 de outubro   |
| Calendário persa                                                             | 1394 – 1395 Início a 20 de março    |
| Calendário rúnico                                                            | 2266                                |
| Calendário solar tailandês                                                   | 2559                                |

2016 (MMXVI, na numeração romana) foi um ano bissexto do século XXI que começou numa sexta-feira, segundo o calendário gregoriano. As suas letras dominicais foram CB. A terça-feira de Carnaval ocorreu a 9 de fevereiro e o domingo de Páscoa a 27 de março. Segundo o horóscopo chinês, foi o ano do Macaco, começando a 8 de fevereiro.

| Evento                                                   | Data            | Hora  |
| -------------------------------------------------------- | --------------- | ----- |
| Aquário                                                  | 20 de janeiro   | 15:28 |
| Peixes                                                   | 19 de fevereiro | 05:34 |
| primavera no hemisfério norte e outono no hemisfério sul |                 |       |
| Carneiro/equinócio                                       | 20 de março     | 04:31 |
| Touro                                                    | 19 de abril     | 15:30 |
| Gémeos                                                   | 20 de maio      | 14:37 |
| verão no hemisfério norte e inverno no hemisfério Sul    |                 |       |
| Caranguejo/solstício                                     | 20 de junho     | 22:35 |
| Leão                                                     | 22 de julho     | 09:31 |
| Virgem                                                   | 22 de agosto    | 16:39 |
| Outono no Hemisfério Norte e Primavera no Hemisfério Sul |                 |       |
| Balança/equinócio                                        | 22 de setembro  | 14:22 |
| Escorpião                                                | 22 de outubro   | 23:46 |
| Sagitário                                                | 21 de novembro  | 21:23 |
| inverno no hemisfério norte e verão no hemisfério sul    |                 |       |
| Capricórnio/solstício                                    | 21 de dezembro  | 10:45 |

| UTC: Portugal Continental, Madeira, Guiné-Bissau e São Tomé e Príncipe Subtrair (-): 1 h nos Açores e Cabo Verde 2 h nas Ilhas oceânicas brasileiras 3 h em Brasília, em Goiás, na Amazônia Oriental Brasileira e no nordeste, sudeste e sul brasileiros 4 h na Amazônia Ocidental Brasileira, Mato Grosso e Mato Grosso do Sul 5 h no Acre e sudoeste do Amazonas Adicionar (+): 1 h em Angola e Guiné Equatorial 2 h em Moçambique 8 h em Macau 9 h em Timor-Leste. |
| Adicionar uma hora durante a vigência do horário de verão: Portugal Continental : De 27 de março a 30 de outubro de 2016 |

| Ano completo                          |
| ------------------------------------- |
| Ano bissexto com início à sexta-feira |

## Eventos

#### Janeiro
1 de janeiro
- O Acordo Ortográfico de 1990 entra em vigor no Brasil, depois do período transição desde 2009.

3 de janeiro
- Sismo de intensidade VII na escala de Mercalli provoca entre 5 a 10 mortos e 100 feridos na Índia e Bangladesh.

11 de janeiro
- Cerimônia de entrega do prêmio futebolístico, Ballon d'Or. O vencedor da edição foi o jogador Cristiano Ronaldo.

12 de janeiro
- O município de Belém, capital do Pará, completa 400 anos.
- Atentado em Istambul provoca 11 mortes e 15 feridos.

14 de janeiro
- Atentados em Jacarta provocam 17 mortes.

15 de janeiro
- A Wikipédia completa 15 anos.
- Atentado terrorista da Al-Qaeda ao Hotel Splendid, na cidade de Ouagadougou, em Burkina Faso, provoca 30 mortos e dezenas de feridos.

16 de janeiro
- Tsai Ing-wen é eleita presidente de Taiwan.

24 de janeiro
- Marcelo Rebelo de Sousa é eleito presidente de Portugal.

### Fevereiro
1 de fevereiro
- OMS declara emergência internacional por microcefalia.[1]

6 de fevereiro
- Sismo no sul de Taiwan provoca 98 mortos, 550 feridos e 22 desaparecidos.

9 de fevereiro
- A escola de samba Império de Casa Verde é a campeã do desfile das escolas de samba de São Paulo.

10 de fevereiro
- A escola de samba Estação Primeira de Mangueira é a campeã do desfile das escolas de samba do Rio de Janeiro.

11 de fevereiro
- Pesquisadores do projeto LIGO anunciam que as ondas gravitacionais, previstas na Teoria da Relatividade Geral, foram detectadas pela primeira vez.[2]

12 de fevereiro
- Papa Francisco encontra-se em Cuba com o patriarca da Igreja Ortodoxa Russa, Cirilo, para assinarem uma declaração conjunta de união fraternal entre as duas igrejas. Foi o primeiro encontro entre seus líderes, desde o Grande Cisma do Oriente de 1054.[3]

15 de fevereiro
- Início da transição do sinal televisivo analógico para o digital no Brasil, começando por Rio Verde, Goiás (desligamento piloto).[4][5]
- Realização da 58.ª edição do Grammy Awards.

17 de fevereiro
- Atentado terrorista em Ancara, Turquia, provoca 28 mortos e 61 feridos.

26 de fevereiro
- Gianni Infantino é eleito presidente da FIFA.

28 de fevereiro
- 88ª cerimônia de entrega do Oscar Academy Awards.

### Março
13 de março
- Manifestações contra a então presidente Dilma ocorrem em todas as capitais e algumas cidades do Brasil.

19 de março
- O Voo Flydubai 981 cai nas proximidades do aeroporto da cidade de Rostov-on-Don na Rússia, provocando a morte aos 55 passageiros e 7 tripulantes.

21 de março
- Barack Obama faz visita histórica a Cuba.[6]
- O ex-vice-presidente da República Democrática do Congo Jean-Pierre Bemba é condenado por 2 acusações de crimes contra a humanidade e 3 acusações de crimes de guerra.[7]

22 de março
- Atentados terroristas no aeroporto e no metrô de Bruxelas causam 35 mortos e 300 feridos.

24 de março
- O ex-presidente da República Sérvia Radovan Karadžić é condenado a 40 anos de prisão pela acusação de crimes de guerra e crimes contra a humanidade durante a Guerra da Bósnia, devido ao seu envolvimento no Massacre de Srebrenica.[8]

### Abril
3 de abril
- Um incêndio destrói o edifício do Ministério da Defesa da Rússia, no centro de Moscou, sendo a principal causa um curto-circuito na fiação elétrica antiga.[9]
- Fuga de informação Panama Papers revela escândalo de evasão fiscal global, envolvendo milhões de documentos sobre empresas offshore.

5 de abril
- O Primeiro-Ministro da Islândia, Sigmundur Davíð Gunnlaugsson, renuncia ao cargo após ter o nome citado no escândalo Panama Papers.

11 de abril
- Por 38 votos a 27, a comissão do processo de impeachment da presidente Dilma Rousseff aprova o parecer do relator, o deputado Jovair Arantes do PTB do estado de Goiás.[10]

13 de abril
- Os Estados Unidos confirmam vínculo do Zika vírus com a microcefalia.[11]
- Sismo de magnitude 6,9 com epicentro na Birmânia provoca pelo menos 2 mortos e 120 feridos no Bangladexe e na Índia.

14 de abril
- Sismo de magnitude 6,0 no sul do Japão derruba prédios, deixando pessoas presas nos escombros, 2 mortos e 45 feridos confirmados.

15 de abril
- Sismo de magnitude 7,0 atinge o sul do Japão.[12]

16 de abril
- Sismo de magnitude 7,8 atinge o Equador, provocando 659 mortos, 12 492 feridos e 130 desaparecidos.

17 de abril
- A Câmara dos Deputados do Brasil decide em plenário pela continuidade do processo de impeachment da presidente Dilma Rousseff.[13]

21 de abril
- Parte da Ciclovia Tim Maia desaba na cidade do Rio de Janeiro deixando 3 mortos.[14]

### Maio
5 de maio
- O Supremo Tribunal Federal decide pelo afastamento de Eduardo Cunha na Presidência da Câmara de Deputados do Brasil.[15]
- Inaugurada Usina Hidrelétrica de Belo Monte, a maior usina 100% brasileira e a 3a maior do mundo.

9 de maio
- Ocorre o Trânsito de Mercúrio (passagem entre o Sol e a Terra).

12 de maio
- Dilma Rousseff é afastada da Presidência da República após votação no Senado Federal pela admissibilidade do parecer favorável ao processo de impeachment. Quem assume interinamente por 180 dias é o seu vice Michel Temer.[16]

14 de maio
- Jamala da Ucrânia vence o 61º Festival Eurovisão da Canção na Suécia com a música "1944" gerando controvérsia por esta vitória poder estar associada a motivos políticos, Austrália fica em segundo e Rússia, a grande favorita do público fica pelo terceiro posto.[17]

19 de maio
- Voo da EgyptAir que seguia de Paris ao Cairo desaparece no mar Mediterrâneo com 66 pessoas a bordo.

20 de maio
- Início do mandato de Tsai Ing-wen, primeira mulher a chegar a presidência do Taiwan.[18]

26 de maio
- Morre aos 100 anos Loris Francesco Capovilla, o mais idoso dos cardeais até a sua morte.[19]

27 de maio
- Espectrômetro de massa da sonda Rosetta confirma presença de substâncias relacionadas à origem da vida na cauda do cometa 67P/Churyumov-Gerasimenko.

28 de maio
- Real Madrid conquista a Liga dos Campeões da UEFA.
- A morte do gorila Harambe causa indignação quando um menino de 4 anos cai acidentalmente em seu recinto no Zoológico de Cincinnati.[20]

30 de maio
- Hissène Habré, ex-presidente do Chade, condenado a prisão perpétua no Senegal por crimes contra a humanidade.
- Prémio Camões atribuído ao escritor brasileiro Raduan Nassar.

### Junho
3 de junho
- Começa a Copa América Centenário nos EUA.

5 de junho
- Pedro Pablo Kuczynski é eleito presidente do Peru.
- É inaugurado o Veículo leve sobre trilhos do Rio de Janeiro, tendo sua viagem inaugural no dia seguinte.[21]

9 de junho
- IUPAC propõe nomes finais de quatro novos elementos químicos: nihonium, moscovium, tennessine e oganesson.

10 de junho
- Começa o Euro 2016 em França, sendo a primeira com 24 seleções.

12 de junho
- Ataque em boate gay em Orlando, Estados Unidos, provoca cerca de 50 mortos e 53 feridos.

13 de junho
- Microsoft adquire a empresa Linkedin por US$ 26,2 bilhões, sendo a maior aquisição da Microsoft até então.[22]

23 de junho
- Em referendo histórico, o Reino Unido decide sair da União Europeia.[23]

24 de junho
- Após o plebiscito do Reino Unido em deixar a União Europeia, o primeiro-ministro, David Cameron, renuncia ao cargo.[24]

26 de junho
- Termina a Copa América Centenário nos Estados Unidos e o Chile derrota a Argentina, ganhando o 2° título do torneio.
- Eleições Gerais em Espanha.[25]

28 de junho
- Atentados no aeroporto de Istambul na Turquia provocam 42 mortos e 239 feridos.

### Julho
1 de julho
- Homens armados invadem um café (restaurante) e deixam 20 reféns mortos, a maioria estrangeiros, em Daca capital de Bangladesh. O Estado Islâmico e a filial da Al Qaeda na Índia reivindicaram o ataque.[26]

3 de julho
- Atentado de Bagdá reivindicado pelo Estado Islâmico deixa 143 mortos e quase 200 feridos.

4 de julho
- Juno, sonda espacial da NASA, entra na órbita de Júpiter.[27]

7 de julho
- O deputado afastado Eduardo Cunha renunciou ao cargo de presidente da Câmara dos Deputados do Brasil.[28]
- Disparos contra policiais de Dallas.

9 de julho
- Bicentenário da Proclamação da República Argentina.

10 de julho
- Termina o Euro 2016 em França. Portugal recebe o 1º título do torneio vencendo a última partida contra a França.

13 de julho
- Theresa May assume, após renúncia de David Cameron como primeiro-ministro do Reino Unido, durante a saída da União Europeia.[29]

14 de julho
- Rodrigo Maia é eleito presidente da Câmara dos Deputados do Brasil.[30]
- Atentado terrorista em Nice, França, deixa dezenas de mortos e centenas de feridos na celebração do Dia da Bastilha.

15 de julho
- Turquia sofre uma tentativa de golpe militar contra o governo de Erdoğan.[31]

22 de julho
- Atentado em Munique provoca 10 mortos e 10 feridos.

23 de julho
- Terroristas do Estado Islâmico matam 80 pessoas e ferem outras 260 após ataque em manifestação pacífica em Cabul, Afeganistão.
- Solar Impulse 2 se torna a primeira aeronave movida a energia solar a circum-navegar a Terra.

26 de julho
- Homem mata 29 pessoas e fere outras 26 durante esfaqueamento em massa em uma clínica para deficientes em Sagamihara, Japão.

30 de julho
- Dezesseis pessoas morrem em incêndio e queda de balão de ar quente próximo a Lockhart, Texas.

31 de julho
- Termina a Jornada Mundial da Juventude em Cracóvia, na Polónia, a qual teve seu início em 26 de julho.

### Agosto
O mês de agosto de 2016 foi o mais quente a nível global, que há registos instrumentais globais (início em 1880).
21 de agosto
- Ocorreu a cerimônia de encerramento dos Jogos Olímpicos de Verão de 2016 com sede na cidade do Rio de Janeiro, tendo sua abertura no dia 5 de agosto.

24 de agosto
- Um terremoto de magnitude 6,2 atingiu a região central da Itália, entre os municípios de Perúgia e Rieti, a pouco mais de 150 km a nordeste de Roma, sendo Amatrice a mais atingida, causando a morte de mais de 280 pessoas e mais de 360 feridos.[33][34]

31 de agosto
- Dilma Rousseff é definitivamente afastada da Presidência da República, Michel Temer assume o cargo titularmente.

### Setembro
4 de setembro
- Madre Teresa de Calcutá é canonizada pelo Papa Francisco e passa a ser oficialmente chamada santa.

6 de setembro
- Dia mais quente do ano em Portugal continental.[35]

7 de setembro
- Abertura dos Jogos Paralímpicos de Verão de 2016.
- Conferência da Apple, onde foi apresentado o iPhone 7 e o iPhone 7 Plus com a inovação dos fones de ouvido sem fio da Beats.[36]

8 de setembro
- NASA lança OSIRIS-REx, a sonda enviada para colher amostras do asteroide 101955 Bennu.[37]

9 de setembro
- Coreia do Norte realiza o mais poderoso teste nuclear até à data, causando terremoto de 5,3 na escala de Richter.[38]

16 de setembro
- Morre em Roma, aos 91 anos, o padre e escritor católico italiano Gabriele Amorth, conhecido como o "exorcista mais famoso do mundo".[39]

17 de setembro
- Explosão em Manhattan, Nova Iorque, deixa 29 feridos, um dos quais em estado grave.[40]

### Outubro
2 de outubro
- Primeiro turno das eleições municipais no Brasil.

3 de outubro
- Yoshinori Ohsumi laureado com o Nobel de Fisiologia ou Medicina por suas investigações sobre autofagia.

4 de outubro
- O Furacão Matthew atingiu o Haiti causando a morte de ao menos 877 pessoas, tornando o país o mais abalado pela catástrofe.[41]
- Duncan Haldane, David Thouless e John Michael Kosterlitz laureados com o Nobel de Física por seus trabalhos sobre estados exóticos da matéria.

5 de outubro
- Jean-Pierre Sauvage, Fraser Stoddart e Bernard Feringa laureados com o Nobel de Química por seus trabalhos sobre projeto e síntese de máquinas moleculares.

6 de outubro
- Conselho de Segurança indica o português António Guterres como novo secretário-geral das Nações Unidas, sendo o primeiro lusófono a ocupar o cargo.[42]

7 de outubro
- Juan Manuel Santos laureado com o Prémio Nobel da Paz pelos seus esforços para pôr fim à Guerra Civil na Colômbia.

10 de outubro
- Oliver Hart e Bengt Holmström laureados com o Nobel de Economia por seus trabalhos a teoria dos contratos.

13 de outubro
- Bhumibol Adulyadej, Rei da Tailândia, morre aos 88 anos, depois de um reinado de 70 anos, o mais longo da história daquele país.
- Bob Dylan laureado com o Nobel de Literatura.

30 de outubro
- Segundo turno das eleições municipais no Brasil.

### Novembro
8 de novembro
- Eleição presidencial nos Estados Unidos nomeou Donald Trump o 45º presidente.

16 de novembro
- O ex-governador do Rio de Janeiro, Anthony Garotinho, é preso pela Polícia Federal, na Operação Chequinho.[43]

17 de novembro
- O ex-governador do Rio de Janeiro, Sérgio Cabral Filho, é preso pela Polícia Federal, na 37ª fase da Operação Lava Jato.[44]

20 de novembro
- Encerramento do Ano Santo Extraordinário da Misericórdia em todo o planeta.[45]

25 de novembro
- O ex-presidente cubano, Fidel Castro, morre aos 90 anos.[46][47]

28 de novembro
- Acidente aéreo na Colômbia mata 71 pessoas e deixa 6 feridos, incluindo integrantes do clube de futebol Chapecoense.[48]

### Dezembro
4 de dezembro
- Poeta e escritor Ferreira Gullar morre aos 86 anos.

7 de dezembro
- Voo da Pakistan International Airlines cai matando 48 pessoas em Havelian, a 69 quilômetros de Islamabad, no Paquistão.

9 de dezembro
- Park Geun-hye é afastada da presidência da Coreia do Sul pelo processo de Impeachment, assumindo interinamente Hwang Kyo-ahn.

12 de dezembro
- Matteo Renzi renuncia do cargo de primeiro-ministro da Itália, assumindo Paolo Gentiloni.

19 de dezembro
- Atentado em Berlim, deixaram 12 mortos e 50 feridos, um caminhão invadiu o mercado de Natal ao lado da Igreja Memorial Imperador Guilherme.
- Andrei Karlov, embaixador russo na Turquia, é assassinado.[49]

20 de dezembro
- O mercado de fogos de artifício San Pablito, de Tultepec, México, um dos maiores do país, explodiu, causando a morte de 36 pessoas e deixando 72 feridas. Diversas casas na região ficaram destruídas.[50][51]

## Por tema
- 2016 no Brasil
- 2016 na ciência
- 2016 no cinema
- Desastres em 2016
- 2016 no desporto
- 2016 na literatura
- Mortes em 2016
- 2016 na música
- 2016 em Portugal
- 2016 na televisão

## Epacta e Idade da Lua
| Epacta gregoriana | 21 (XXI) |
| Idade da Lua      | Letra B  |